# Cordylomera parva
Cordylomera parva är en skalbaggsart som beskrevs av Ferreira 1954. Cordylomera parva ingår i släktet Cordylomera och familjen långhorningar. Inga underarter finns listade i Catalogue of Life.